# س. دبليو. سميث
س. دبليو. سميث (بالإنجليزية: C.W. Smith)‏ هو سائق سباق أمريكي، ولد في 10 أكتوبر 1947 في ويليامسبورت في الولايات المتحدة، وتوفي في 4 نوفمبر 2017 في دانفيل في الولايات المتحدة.